# Peter MacDonald
Peter MacDonald (Glasgow, 17 november 1980) is een Schotse voetballer (aanvaller) die sinds 2011 voor de Schotse tweedeklasser Greenock Morton FC uitkomt. 